# Flammarion (månkrater)
För andra betydelser, se Flammarion.
Flammarion är en nedslagskrater på månen. Flammarion har fått sitt namn efter den franske astronomen Camille Flammarion.
Kratern har en diameter på ungefär 76 km.

## Satellitkratrar
| Flammarion | Latitud | Longitud | Diameter |
| ---------- | ------- | -------- | -------- |
| A          | 1.9° S  | 2.5° V   | 4 km     |
| B          | 4.0° S  | 4.5° V   | 6 km     |
| C          | 2.0° S  | 3.7° V   | 5 km     |
| D          | 3.0° S  | 4.8° V   | 5 km     |
| T          | 2.9° S  | 2.1° V   | 34 km    |
| U          | 3.0° S  | 1.4° V   | 10 km    |
| W          | 2.1° S  | 2.4° V   | 7 km     |
| X          | 2.9° S  | 3.0° V   | 3 km     |
| Y          | 3.7° S  | 3.2° V   | 3 km     |
| Z          | 2.2° S  | 1.4° V   | 4 km     |